# Акманджали
Акманджали или Апанджали (на гръцки: Ακμαντζαλή) е историческо село в Егейска Македония, Гърция, разположено на територията на дем Кукуш (Килкис), административна област Централна Македония.

## География
Селото е било разположено в планината Круша (Дисоро), непосредствено южно от Рамна (Трипотамос).

## История

### В Османската империя
През XIX век Акманджали е малко турско село в Авретхисарската каза на Османската империя. Според статистиката на Васил Кънчов („Македония. Етнография и статистика“) в 1900 година Апанджали има 100 жители, всички турци.

### В Гърция
След Междусъюзническата война селото попада в Гърция. Разпада се през Балканските войни и е заличено.